# Contradusta bregeriana
Contradusta bregeriana is een slakkensoort uit de familie van de Cypraeidae. De wetenschappelijke naam van de soort is voor het eerst geldig gepubliceerd in 1868 door Crosse.